# Jacques Mesrine
Jacques Mesrine (Clichy-sur-Seine, 1936 - París, 1979) fou un lladre, contrabandista i assassí francès. Altres delictes que va cometre van ser, per exemple, tortura, violència domèstica, extorsió, estafa, etc. Actuà a França, Mallorca, Tenerife, Suïssa, Canadà, Estats Units i Veneçuela entre altres llocs. Va ser atrapat diverses vegades i condemnat a presó, però a cada cop es va fugar, si era necessari encanonant el jutge. També va matar un periodista de la publicació Minute per haver escrit un article sobre ell que no li agradava. La policia francesa el va declarar enemic públic nº1 de l'Estat. Va morir en una emboscada policial.
La seva vida ha inspirat la pel·lícula en dues parts Mesrine: L'Instinct de mort (2008) i Mesrine: L'Ennemi public n°1 (2008), del director Jean-François Richet.